# Route nationale 14 (Tunisie)
Pour les autres articles nationaux ou selon les autres juridictions, voir Route nationale 14.
La route nationale 14 ou RN14 est un axe routier de Tunisie qui relie Sfax à Gafsa.

## Villes traversées
- Sfax
- Agareb
- Bir Ali Ben Khalifa
- Mezzouna
- Meknassy
- Menzel Bouzaiane
- Sened
- Gafsa